# León de Trípoli

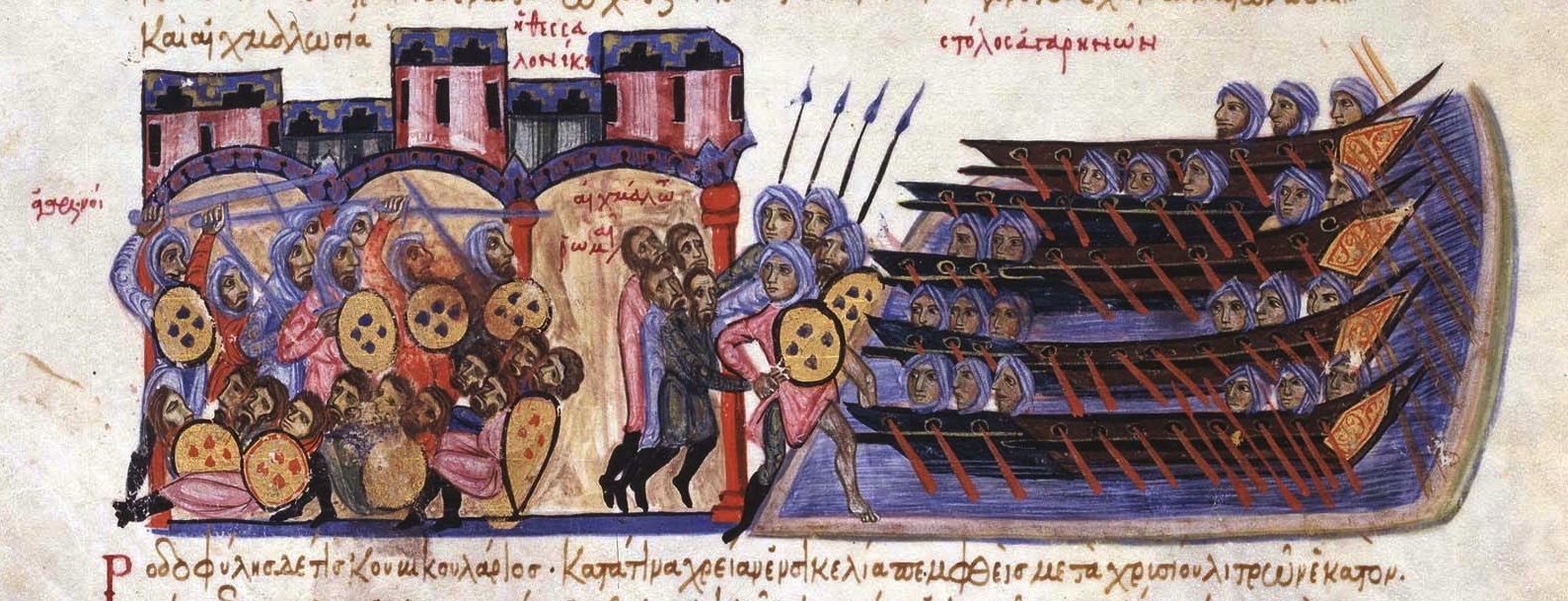
El saqueo de Tesalónica en 904, del Madrid Skylitzes.

León de Trípoli (en griego: Λέων ὸ Τριπολίτης, Leon o Tripolitis) fue un renegado griego y pirata al servicio de los intereses árabes en el siglo X. Nació en el Imperio bizantino, de padres cristianos, que más tarde se convirtieron en musulmanes, y tomó el empleo con sus captores como almirante.
Su primer nombre árabe fue Gulam Zurāfa (en árabe: جولام زورافا), que significa "siervo de Zurafa". Más tarde tomó el nombre de al-Rašiq Wardāmī (en árabe: الراشيق واردامي), probablemente del griego Mardaïtes, que denota un origen en la zona cercana a Atalia.
El 31 de julio de 904, León saqueó Antalya, la gran ciudad bizantina de Tesalónica, un evento aparentemente recordado por Juan Kaminiates. En el año 907, reunió una flota de Tarso y Laodicea, que navegó por los Dardanelos y amenazando a la capital del Imperio bizantino, Constantinopla. En mayo de 912, León y su compañero sarraceno Damian de Tiro derrotaron a Himerios, el logothetes tou dromou, en represalia por un ataque a algunos árabes chipriotas. Por último, en 924, la armada imperial derrotó a la flota de León en Lemnos.